# Rage Against the Machine
Rage Against the Machine (tudi RATM) je ameriška glasbena skupina, znana predvsem po svojih politično obarvanih besedilih in mešanici hard rock, metal, rap in funk glasbi (imenovani rapcore). 
Skupina je 8. februarja 2000 nastopila tudi v Ljubljani. 

## Člani skupine
Vse od ustanovitve skupine leta 1991 pa do njenega razpada leta 2000, se člani skupine niso spreminjali: 
- pevec: Zack de la Rocha,
- kitarist: Tom Morello,
- basist: Tim Commerford,
- bobnar: Brad Wilk.

Po razpadu RATM leta 2000 so kitarist, basist in bobnar skupaj z nekdanjim pevcem ameriške glasbene skupine Soundgarden, Chrisom Cornellom, leta 2001 ustanovili skupino Audioslave.
Leta 2007 pa je skupina zopet začela z aktivnim igranjem.

## Albumi
- 1992: Rage Against the Machine
- 1996: Evil Empire
- 1996: Live & Rare
- 1999: The Battle of Los Angeles
- 2000: Renegades
- 2003: Live at the Grand Olympic Auditorium